# Café marron
Coffea mauritiana
Espèce
Classification phylogénétique
Statut de conservation UICN

 VU  : Vulnérable
Le café marron (Coffea mauritania) est une espèce de plantes à fleurs de la famille des Rubiacées. C'est un arbuste ou un petit arbre endémique des Mascareignes.

## Liste des variétés
Selon Tropicos (12 octobre 2017) :
- variété Coffea mauritiana var. lanceolata A. Chev.